# Radio Niederösterreich

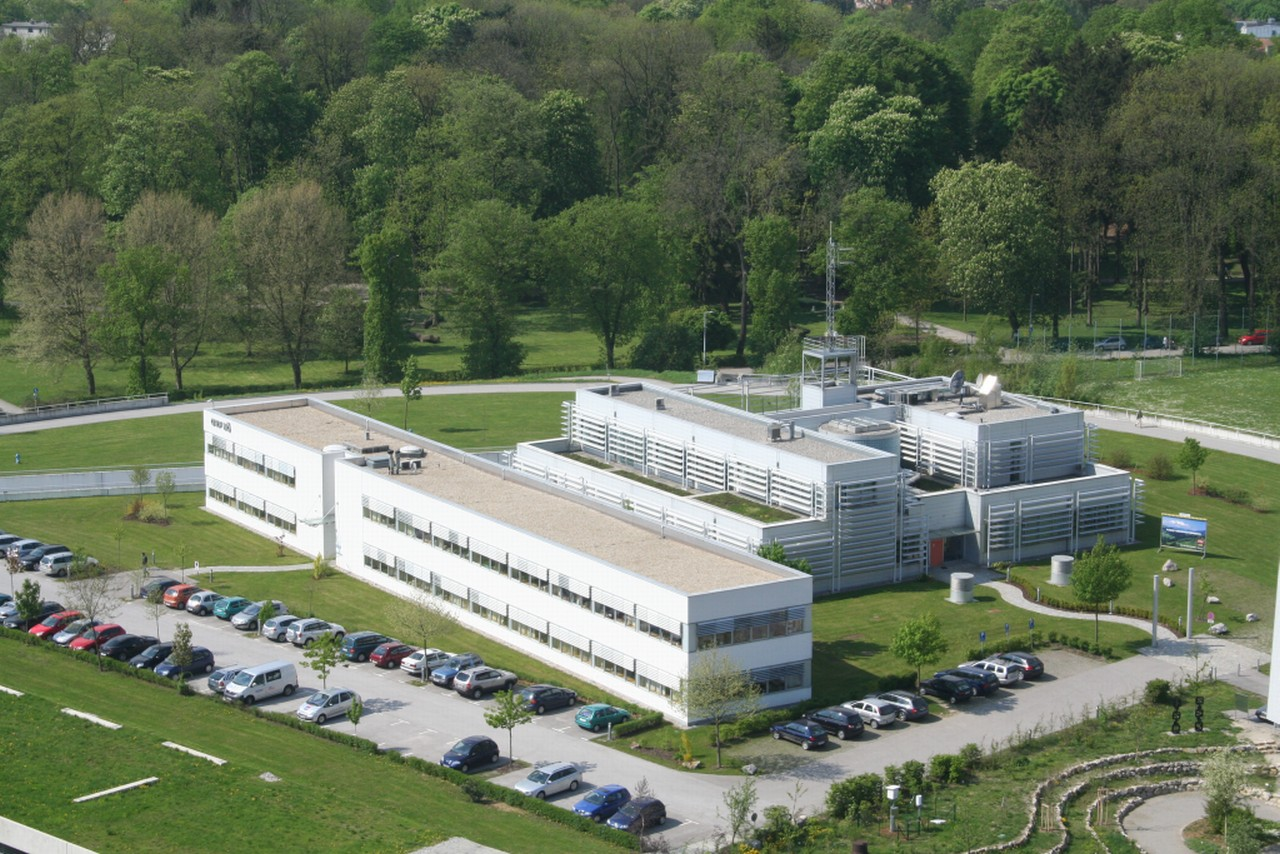
Das ORF-Landesstudio NÖ

Radio Niederösterreich ist das ORF-Landesprogramm in Niederösterreich innerhalb der Hörfunk-Senderkette Österreich 2 (Österreich-Regional).
Das ORF-Landesstudio ist in St. Pölten beheimatet. Im ORF Niederösterreich-Funkhaus werden neben Radio Niederösterreich auch die tägliche Fernsehsendung Niederösterreich heute und die Homepage noe.orf.at produziert. Außerdem werden TV-Dokumentationen, das regelmäßige Fernsehmagazin „Land und Leute“ sowie aktuelle Radio- und Fernsehberichte an die zentralen Redaktionen des ORF geliefert.

## Programm
Das Programm erreicht vor allem die Gruppe 35+ und hat eine traditionell starke Zuhörerschaft in Wien. Die Musikfarbe ist u. a. schlagerorientiert, daneben sind auch internationale Evergreens zu hören. In den Abendstunden bringt Radio Niederösterreich Spartenprogramme, unter anderem mit traditioneller Volksmusik. Das Programm bietet den ganzen Tag über ausführliche Berichte und Informationen aus dem Land und positioniert sich verstärkt als Serviceradio.
Die meisten Einzelsendungen wurden zu großen Sendestrecken zusammengefasst, womit Radio Niederösterreich dem allgegenwärtigen Trend zum magazinorientierten Formatradio folgte. In den Abend- und Nachtstunden bringt Radio Niederösterreich Liebhabersendungen und Specials, unter anderem für Freunde von Swing, Jazz, klassischer Musik, Evergreens und volkstümlichen Schlagern. Im Nachtschwärmer (22 - 5 Uhr) richtet sich Radio Niederösterreich verstärkt an die Schlagerfreunde. Mit rund 550.000 Hörern (Media-Analyse 2005) ist Radio Niederösterreich das meistgehörte ORF-Regionalradio.
Seit das ebenfalls aus dem alten Ö2 hervorgegangene Radio Wien zum modernen Hitradio avancierte, ist Radio Niederösterreich auch auf dem hart umkämpften Wiener Radiomarkt neben Radio Arabella und Radio Burgenland als Schlager- und Oldiesender gut aufgestellt. So lag Radio Wien in der Donaumetropole während der letzten Jahre gerade einmal 5 – 10 Prozentpunkte vor Radio Niederösterreich.

### Die aktuellen Moderatoren
| Moderator           | Bereich                                                                                           |
| ------------------- | ------------------------------------------------------------------------------------------------- |
| Simon Baumberger    | Aktueller Dienst, Co-Moderator „Guten Morgen Niederösterreich“ (Wetter, Verkehr)                  |
| Veronika Berger     | Nachrichten, Niederösterreich heute, Radio NÖ Mittagsmagazin                                      |
| Thomas Birgfellner  | Niederösterreich heute, Radio NÖ Mittagsmagazin                                                   |
| Robert Deutenhauser | Moderator                                                                                         |
| Werner Fetz         | Niederösterreich heute, Radio NÖ Mittagsmagazin                                                   |
| Jennifer Frank      | Moderatorin                                                                                       |
| Andreas Hausmann    | Moderator                                                                                         |
| Alice Herzog        | Moderatorin                                                                                       |
| Tanja Karssemeijer  | Moderatorin, Niederösterreich heute - Wetter                                                      |
| Sonja Köber         | Co-Moderatorin „Guten Morgen Niederösterreich“ (Wetter, Verkehr)                                  |
| Clemens Krautzer    | Moderator, Niederösterreich heute – Wetter                                                        |
| Nadja Mader         | Niederösterreich heute                                                                            |
| Astrid Nentwich     | Co-Moderatorin „Guten Morgen Niederösterreich“ (Wetter, Verkehr)                                  |
| David Pearson       | Moderator                                                                                         |
| Birgit Perl         | Moderatorin, „Land und Leute“                                                                     |
| Ursula Pucher       | Moderatorin                                                                                       |
| Silvia Schreiber    | Co-Moderatorin „Guten Morgen Niederösterreich“ (Wetter, Verkehr), Niederösterreich heute – Wetter |
| Julia Schütze       | Moderatorin                                                                                       |
| Claudia Schubert    | Chefredakteurin, Niederösterreich heute, Radio NÖ Mittagsmagazin                                  |
| Thomas Schwarzmann  | Moderator                                                                                         |
| Katharina Sunk      | Niederösterreich heute, Radio NÖ Mittagsmagazin                                                   |
| Karl Trahbüchler    | Programmchef, Moderator                                                                           |

## Frequenzen
Radio Niederösterreich ist in Wien und Niederösterreich auf den Hauptfrequenzen 91,5 MHz (Sankt Pölten 1-Jauerling 100 kW ERP) und 97,9 MHz (Wien 1-Kahlenberg 100 kW ERP) fast überall einwandfrei empfangbar, zusätzlich über zahlreiche weitere Sender mit mittlerer bis geringer Leistung. Auch in Oberösterreich dank des Senders Linz-Lichtenberg und seiner 10 kW-Antenne (90,1 MHz) und im Burgenland kann Radio Niederösterreich häufig noch gut empfangen werden und wird auch dort oft gehört. Ebenso ist ein Empfang über Satellit und Internet möglich.